# حسن حبيبي (لاعب كرة قدم)
حسن حبيبي، من مواليد 7 فبراير 1939م، وهو لاعب كرة قدم إيراني سابق ومركزه الدفاع، لعب مع منتخب بلاده للمشاركة في دورة الألعاب الصيفية الأولمبية في العاصمة اليابانية طوكيو عام 1964م، كما عمل مديراً فنياً للمنتخب الإيراني لكرة القدم وشارك في بطولة كأس الأمم الآسيوية سنة 1980م في العاصمة الكويتية الكويت، حيث حصل إيران على المركز الثالث بعد فوزه على كوريا الديمقراطية بنتيجة 3 أهداف مقابل لا شئ.